# Halové mistrovství Evropy v atletice 2007 – skok daleký žen
Skok daleký žen na halovém ME 2007 se uskutečnil dne 2. března a 3. března v hale National Indoor Arena (The NIA) v britském Birminghamu. Titul vybojovala portugalská dálkařka Naide Gomesová, jež výkonem 6,89 metru vytvořila nový národní rekord.

## Finálové výsledky
| Umístění         | Jméno                  | Národnost   | #1   | #2   | #3   | #4   | #5   | #6   | Výsledek | Poznámka |
| ---------------- | ---------------------- | ----------- | ---- | ---- | ---- | ---- | ---- | ---- | -------- | -------- |
| Zlatá medaile    | Naide Gomesová         | Portugalsko | 6,73 | 6,72 | X    | 6,69 | 6,89 | X    | 6,89 m   | NR       |
| Stříbrná medaile | Concepción Montanerová | Španělsko   | 6,61 | 6,64 | X    | 6,63 | 6,69 | 6,52 | 6,69 m   |          |
| Bronzová medaile | Denisa Ščerbová        | Česko       | 6,24 | 6,57 | 6,44 | 6,58 | 6,64 | X    | 6,64 m   | =NR      |
| 4.               | Bianca Kapplerová      | Německo     | 6,50 | 6,58 | X    | 6,63 | 6,63 | 6,35 | 6,63 m   | =PB      |
| 5.               | Jelena Sokolovová      | Rusko       | 6,35 | X    | 6,39 | 6,53 | 643  | 6,51 | 6,53 m   |          |
| 6.               | Alina Militaruová      | Rumunsko    | 6,37 | 6,42 | 6,25 | 6,45 | 6,29 | X    | 6,45 m   |          |
| 7.               | Viktorija Rybalková    | Ukrajina    | X    | X    | X    | X    | 6,44 | 6,41 | 6,44 m   |          |
| 8.               | Ineta Radevičová       | Lotyšsko    | 6,40 | X    | X    | X    | 6,17 | 6,14 | 6,40 m   |          |

Poznámka: NR = národní rekord, PB = osobní rekord